# Lara Croft
Lara Croft – postać fikcyjna, protagonistka gier Square Enix (dawniej Eidos Interactive) z serii Tomb Raider. Przedstawiana jest jako inteligentna i wysportowana archeolog i poszukiwaczka przygód, eksplorująca starożytne, niebezpieczne grobowce i ruiny na całym świecie. Stworzona została przez brytyjski zespół deweloperski Core Design, w tym m.in. Toby’ego Garda.
Postać Lary Croft po raz pierwszy pojawiła się w grze Tomb Raider (1996), a następnie w licznych kontynuacjach, komiksach, książkach, krótkometrażowych animacjach i filmach aktorskich, na podstawie których zbudowana została franczyza. Promowana jest również przez powiązane z marką akcesoria i zabawki, a także modelki wcielające się w postać. Była też wykorzystana w kampaniach marketingowych innych podmiotów, m.in. w reklamach i teledyskach.
Postać Lary Croft zaprojektowana została przez Core Design. Inspiracją do jej stworzenia była Neneh Cherry i komiksowa postać Tank Girl, według Garda miała być przeciwieństwem stereotypowej postaci kobiecej. Przedsiębiorstwo modyfikowało postać na potrzeby kolejnych odsłon gry, rozwijając oprawę graficzną i rozgrywkę. Po finansowym fiasku Tomb Raider: The Angel of Darkness prawa do serii przejął amerykański producent Crystal Dynamics, który wraz z całą serią „zrestartował” również postać Lary Croft. Nowi twórcy zmienili wygląd bohaterki i dodali jej nowe możliwości wchodzenia w interakcję z otoczeniem.
Uznawana za jedną z najbardziej znaczących postaci popkultury. Sześciokrotnie znalazła się w Księdze rekordów Guinnessa. Ma silną społeczność fanowską i jest jedną z pierwszych postaci z gier komputerowych, której przygody z powodzeniem przeniesiono na ekran. Uznawana również za symbol seksu, przy czym jeden z pierwszych w branży gier. Jej wpływ na przemysł był przedmiotem wielu rozpraw wśród krytyków – opinie o postaci wahają się od pozytywnych (wpływających na zmiany w grach komputerowych) po negatywne (jako zły wzór do naśladowania dla młodych dziewcząt).
W anglojęzycznych wersjach gier Croft głosu udzielało pięć aktorek: Shelley Blond (1996), Judith Gibbins (1997–1998) i Jonell Elliott (1999–2003). W latach 2006–2008 głosu postaci użyczała Keeley Hawes, dubbingująca Larę w kolejnych spin-offach z serii Lara Croft. Od 2013 głosu bohaterce serii Tomb Raider użycza Camilla Luddington.

## Charakterystyka
Przedstawiana jest jako wysportowana kobieta z brązowymi oczyma i rudawo-brązowymi włosami, często upiętymi w warkocz lub kucyk. Klasyczny kostium to turkusowy top, jasnobrązowe szorty, buty do łydek i długie białe skarpety. Wśród jej akcesoriów znajdują się rękawiczki bez palców, plecak, pas z kaburami po obu stronach i dwa pistolety. W kontynuacjach gier jej kostium zmieniał się, dostosowując się do środowiska, np. lokacji podwodnych lub lodowatych warunków. W późniejszych odsłonach nosi obcięty top, spodnie moro oraz czarną lub jasnobrązową koszulę. Podczas eksploracji poziomów używa dwóch pistoletów, jednak przez całą serię korzysta też z innych rodzajów broni. Posługuje się płynnie kilkoma językami, w tym m.in. rosyjskim i japońskim.
Instrukcja do gry opisuje ją jako córkę lorda Henshingly’ego Crofta (w Legendzie i jej kontynuacjach lorda Richarda Crofta), urodzoną 14 lutego 1968. Wychowywana była na arystokratkę, zaręczona była z fikcyjnym hrabią Ferringdon. Uczęszczała do szkoły z internatem Gordonstoun w Szwajcarii. Po katastrofie samolotu w Himalajach samotnie spędziła dwa tygodnie w górach. Wydarzenia te sprawiły, że porzuciła swoje dawne życie, a zaczęła wieść żywot podróżującej po świecie poszukiwaczki wrażeń. Na podstawie swoich przygód (była najemnikiem, myśliwym i złodziejką) napisała książki i inne publikacje. Na potrzeby późniejszych gier historia została zmieniona – w samolocie znajdowała się również jej matka. Podczas poszukiwania schronienia Croft była świadkiem zniknięcia matki, która dotknęła starożytnego miecza. Lord Croft zaginął, poszukując żony.
Podobnie jak w poprzednich wersjach życiorysu, jej matka zginęła w Himalajach. Lord Croft, zrozpaczony śmiercią żony i ogarnięty chęcią odkrycia tajemnicy nieśmiertelności, znalazł się na celowniku organizacji Trójca. Chociaż został przez nią zdyskredytowany, nie przestał zagrażać jej działaniom, co doprowadziło do jego śmierci. Sama Lara jest młodą absolwentką archeologii, która przygotowuje się do swojej pierwszej ekspedycji naukowej.

## Występy

### Gry komputerowe
Głównym medium, w którym pojawia się Croft, jest seria gier Tomb Raider wydawana przez Square Enix Europe, a poprzednio przez Eidos Interactive. Po raz pierwszy pojawiła się w grze Tomb Raider z 1996, gdzie konkurowała z innymi archeologami, chcąc odnaleźć artefakt z Atlantydy. Tomb Raider II (1997) koncentruje się na poszukiwaniach sztyletu Xian, a Tomb Raider III (1998) na fragmentach meteorytu dającego ludziom nadprzyrodzone moce. W Tomb Raider: The Last Revelation (1999), w którym po raz pierwszy przedstawiono młodą Croft, towarzyszy jej mentor, Werner von Croy. Lara poszukuje artefaktu powiązanego z egipskim bogiem Horusem, a następnie walczy z von Croyem, który staje się antagonistą. W Tomb Raider: Chronicles (2000) większość gry przedstawiona jest w formie retrospekcji. Pierwsza gra mobilna, zatytułowana Tomb Raider, wydana została w 2000 na konsolę Game Boy Color i opowiada o poszukiwaniach Kamienia Koszmaru. W drugiej grze na Game Boya Color, Tomb Raider: Curse of the Sword (2001), Croft mierzy się ze złowieszczym kultem. Tomb Raider: The Prophecy (2002), wydany na Game Boy Advance, koncentruje się na trzech magicznych kamieniach. Tomb Raider: The Angel of Darkness (2003) opowiada o śledztwie w sprawie morderstwa profesora von Croya.
Po przejęciu serii przez Eidos częściowo zmieniono historię postaci. W Tomb Raider: Legendzie (2006) Croft poszukuje Excalibura i swojej zaginionej matki. Tomb Raider: Anniversary (2007) stanowi remake pierwszej części, przeniesiono jednak do niego elementy rozgrywki z Legendy, z kolei fabułę dostosowano tak, aby pasowała do poprzedniej odsłony. Tomb Raider: Underworld (2008) kontynuuje fabułę z Legendy – historia koncentruje się na dalszych poszukiwaniach matki, w międzyczasie Croft odnajduje młot Thora, Mjølner. Lara Croft and the Guardian of Light (2010), dystrybuowana cyfrowo, osadzona jest w Ameryce Centralnej, pojawia się w niej majański wojownik współpracujący z Larą. W 2013 historia Lary została opowiedziana od nowa – w Tomb Raiderze Lara trafia do zaginionego japońskiego królestwa Yamatai, gdzie mierzy się ze złowieszczym kultem czczącym boginię Himiko. W 2014 ukazał się kolejny kooperacyjny spin-off, Lara Croft and the Temple of Osiris, natomiast w 2015 – Rise of the Tomb Raider, w którym Croft poszukuje zaginionego miasta Kitież i Źródła Nieśmiertelności. 14 września 2018 odbyła się premiera gry Shadow of the Tomb Raider, wieńcząca trylogię o początkach działalności Lary jako poszukiwaczki przygód i rozgrywająca się w Ameryce Łacińskiej.

### Literatura
W 2003 opublikowana została powieść Lara Croft Tomb Raider: Amulet of Power Mike’a Resnicka, w 2004 Lara Croft Tomb Raider: The Lost Cult E.E. Knighta, a w 2005 Lara Croft Tomb Raider: The Man of Bronze Jamesa Alana Gardnera. W 2014 wydana została powieść Tomb Raider: The Ten Thousand Immortals Dana Abnetta i Nika Vincenta, rozwijająca wydarzenia z serii gier zapoczątkowanej w 2013, a w 2016 Lara Croft and the Blade of Gwynnever tych samych autorów, powiązana z serią Lara Croft and the...

### Filmy i seriale
Postać pojawiła się także w dwóch filmach aktorskich. Pierwszy, Lara Croft: Tomb Raider, trafił do kin w 2001 i opowiada o walce Lary z Iluminatami szukającymi reliktu pozwalającego na kontrolę nad czasem. Tło fabularne dla postaci różniło się od tego, które przedstawiono w pierwszych grach – matka Lary zginęła w katastrofie samolotu, a jej ojciec zaginął w Kambodży. Podobne tło wykorzystane zostało w 2006 w Legendzie. W sequelu filmu, Lara Croft Tomb Raider: Kolebka życia, Croft poszukuje puszki Pandory, próbując nie dopuścić, aby wpadła ona w ręce chińskiego syndykatu. Powstanie trzeciego filmu ogłoszono w 2009, jego premiera miała odbyć się w 2013, jednak ostatecznie film nie wyszedł poza fazę planowania. W marcu 2013 potwierdzono, że powstanie film o Larze Croft, opowiadający o początkach głównej bohaterki jako poszukiwaczki przygód. Za realizację filmu odpowiadają wytwórnie MGM, oraz GK Films, Square Enix oraz Warner Bros., która będzie również dystrybutorem produkcji. Reżyserem filmu został Roar Uthaug, zaś scenarzystką – Geneva Robertson-Dworet. Choć spekulowano, że główną rolę zagra Camilla Luddington lub Daisy Ridley, pod koniec kwietnia 2016 ogłoszono, że w postać Lary Croft wcieli się Alicia Vikander. Premierę filmu Tomb Raider ustalono na 16 marca 2018.
W 2007 serwis GameTap udostępnił na swojej stronie Revisioned: Tomb Raider – animowany serial internetowy składający się z dziesięciu krótkich odcinków, wyobrażających różne wizje Croft stworzone przez znanych animatorów, twórców komiksów i pisarzy, w tym m.in. przez Jima Lee, Warrena Ellisa i Petera Chunga. Odcinki trwały od pięciu do siedmiu minut, głosu Croft użyczyła Minnie Driver. Twórcy dostali wolną rękę w tworzeniu swojego wyobrażenia postaci – nie konsultowali niczego z twórcami gier, otrzymali jedynie listę motywów i rzeczy, które w scenariuszach mogły się znaleźć bądź których umieszczanie było zabronione.

### Komiksy
Począwszy od 1997, postać regularnie pojawiała się w komiksach wydawnictwa Top Cow. Crost po raz pierwszy wystąpiła w crossoverze Witchblade Sary Pezzini, a w 1999 doczekała się własnej serii komiksów – Tomb Raider. Pierwotnie autorem scenariuszy był Dan Jurgens, a za grafikę odpowiadali Andy Park i Jon Sibal. Historie z komiksów nie były powiązane z grami aż do 32. numeru, stanowiącego adaptację fabuły The Angel of Darkness. Ostatecznie seria doczekała się pięćdziesięciu zeszytów głównych oraz kilkunastu numerów specjalnych, w tym m.in. kolejnych crossoverów z innymi komiksami wydawnictwa Top Cow.
W 2013, z okazji premiery drugiego rebootu, wydawnictwo Dark Horse Comics wydało promujący grę zeszyt Tomb Raider: Początek, stanowiący prolog do gry. Od 2014 wydawany jest komiks Tomb Radier, stanowiący spin-offy gier, a w 2015 ukazał się komiks Lara Croft and the Frozen Omen, powiązany z grą Lara Croft and the Temple of Osiris.

## Historia rozwoju postaci

### Core Design

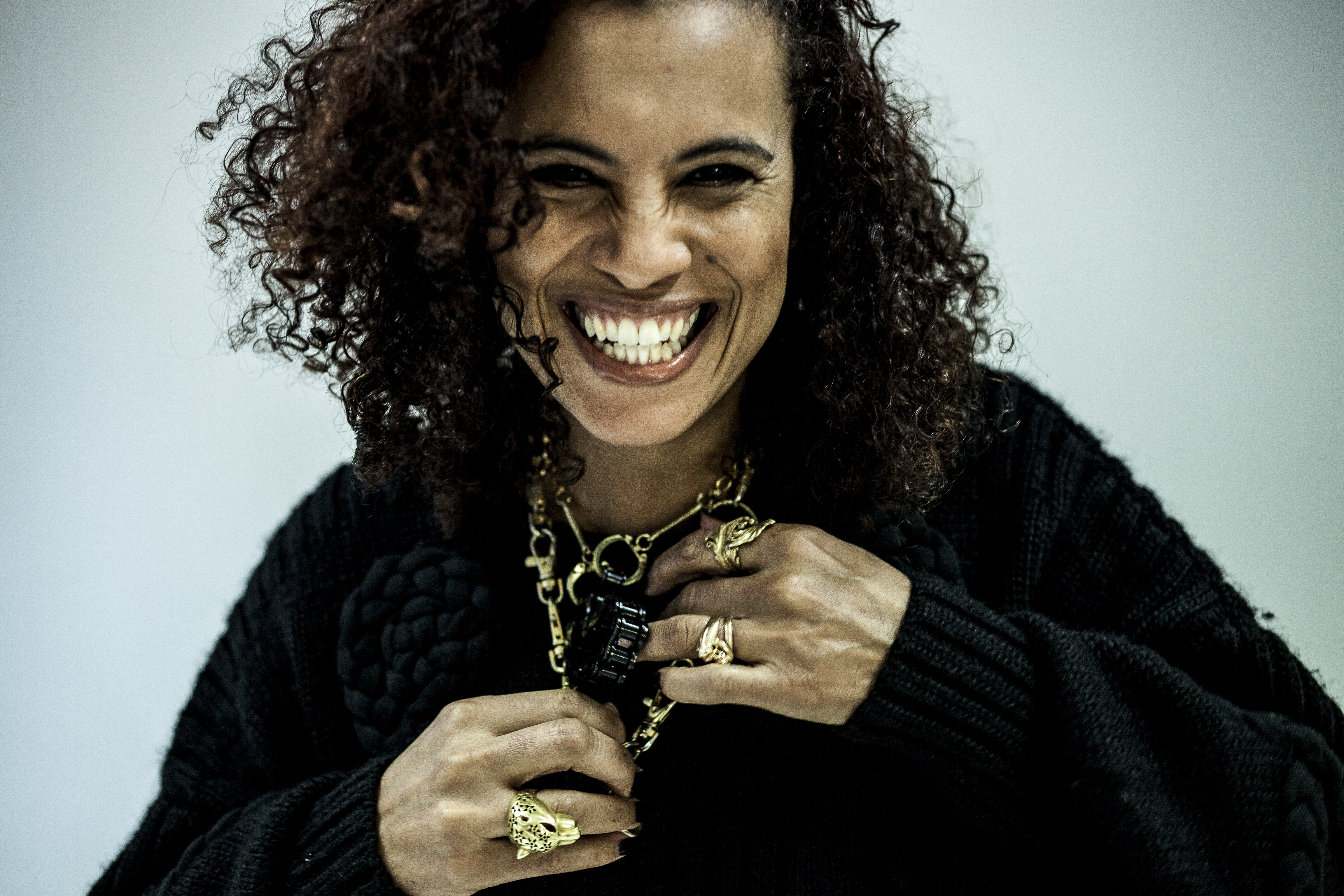
Neneh Cherry, wczesna inspiracja postaci Lary Croft

Należące do Eidosu Core Design stworzyło Larę Croft jako główną bohaterkę produkowanej od 1993 gry Tomb Raider. Główny grafik Toby Gard stworzył pięć projektów, zanim postać przybrała ostateczny wygląd. Początkowo bohaterem miał być mężczyzna w kapeluszu i z batem, jednak współzałożyciel Core Design Jeremy Smith stwierdził, że za bardzo będzie przypominał on Indianę Jonesa i poprosił o stworzenie bardziej oryginalnej postaci. Gard stwierdził, że – z punktu widzenia projektanta – lepiej będzie opracować postać kobiecą. Wyraził chęć stworzenia postaci stanowiącej przeciwieństwo stereotypowych bohaterek, które określił jako typ „dziuń” i „domin”. Na początku Smith był sceptycznie nastawiony do żeńskiej protagonistki, ponieważ pojawiły się one w kilku ówczesnych grach, ostatecznie jednak zaufał Gardowi.
Zainspirowany artystką pop Neneh Cherry i komiksową postacią Tank Girl Gard eksperymentował z rozmaitymi projektami, w tym muskularną kobietą przywodzącą na myśl nazistowską funkcjonariuszkę. Ostatecznie zdecydował się na Laurę Cruz – pochodzącą z Ameryki Południowej twardą kobietę z warkoczem. Zarząd Eidosu optował za bardziej „przyjaznym dla Brytyjczyków” nazwiskiem – wertując książkę telefoniczną w poszukiwaniu angielskiego nazwiska brzmiącego w miarę podobnie do „Cruz”, ostatecznie zdecydowano się na „Croft”. Wraz ze zmianą nazwiska zmieniono również życiorys postaci, nadając jej brytyjskie pochodzenie.
Gardowi zależało na realistycznej animacji postaci, co wówczas nie było szczególnie popularne w przemyśle growym. Zrezygnował z szybkich animacji na rzecz bardziej płynnych ruchów, mając nadzieję, że dzięki temu gracze bardziej zżyją się z postacią. W pierwszej grze model trójwymiarowy model Croft stworzony został z 230 polygonów. Ograniczenia graficzne ówczesnych komputerów wymagały usunięcia z modelu warkocza, który dodany został w późniejszych częściach. Dostosowując model postaci, Gard niechcący powiększył rozmiar biustu Croft o 150% – zobaczywszy zmianę, reszta zespołu zdecydowała się ją zachować. Po zakończeniu fazy beta produkcji Core Design zatrudniło Shelly Blond do podkładania głosu postaci. Po ukończeniu pracy nad Tomb Raiderem Gard opuścił zespół, jako powód podając brak swobody twórczej i możliwości kontroli marketingu stworzonych przez niego projektów, zwłaszcza Lary Croft.
Z każdą kolejną odsłoną Core Design ulepszało i modyfikował postać. Na potrzeby Tomb Raider II zwiększono liczbę polygonów, z jakich składała się postać, dodano również bardziej realistyczne krzywizny. Zmieniono strój i dodano nowe ruchy. Jako nowy element rozgrywki miało pojawić się czołganie, ostatecznie jednak znalazło się ono dopiero w Tomb Raider III. Zamiast Shelly Blond głosu Larze udzieliła Judith Gibbins, która pracowała nad postacią również w trzeciej części gry. W trzeciej odsłonie gry liczba polygonów została zwiększona do 300, a do rozgrywki zostały wprowadzone nowe umiejętności. W Tomb Raider: The Last Revelation twórcy chcieli ponownie zapoznać graczy z Croft, w tym celu do scenariusza wprowadzono retrospekcje z młodszą jej wersją. Trzykrotnie zwiększono liczbę ruchów, dodając m.in. huśtanie się na linach i kopanie drzwi, aby zwiększyć interakcję ze środowiskiem. Model postaci zmieniony został tak, aby miał bardziej realistyczne proporcje, zaś Gibbins zastąpiona została przez Jonell Elliott. W momencie rozpoczęcia produkcji The Last Revelation zespół pracował nad serią nieustannie już od czterech lat, czując, że zaczyna się wypalać. Ze względu na brak innowacji, Core Design zdecydowało się uśmiercić Croft, które w ostatniej scenie gry została zasypana w jaskini.
W grze Tomb Raider: Chronicles Lara jest przedstawiana w retrospekcjach jej przyjaciół. Twórcy gry wprowadzili ataki z ukrycia, przeniesione także do następnej części, Tomb Raider: The Angel of Darkness. Podczas gdy oryginalni deweloperzy pracowali nad Chronicles, Core Design przydzieliło nowy zespół do prac nad The Angel of Darkness na PlayStation 2. Przewidując zmiany mające nadejść wraz z następną generacją gier, współzałożyciel Core Design Adrian Smith chciał odświeżyć postać, aby dostosować ją do zmieniającej się technologii. Planując The Angel of Darkness przeprowadzono badania rynku, w tym m.in. organizując ankiety dla fanów. Zespół zdecydował się nie zmieniać postaci, a zamiast tego umieścić ją w sytuacjach innych niż w poprzednich grach. Wykorzystana w PlayStation 2 technologia pozwalała na dodanie większej liczby ruchów i stworzenie bardziej szczegółowego modelu postaci – liczba polygonów zwiększona została do 4400. Deweloperzy starali się dodać więcej możliwości walki wręcz, żeby lepiej dopasować Larę do jej profilu eksperta od walk. Aby zwiększyć precyzję sterowania postacią, ruch nią przyporządkowano do gałki analogowej zamiast do D-pada, jak dotychczas. Gdy pierwszy zespół deweloperów zakończył prace nad Chronicles, dołączył do tworzenia The Angel of Darkness. Nadmiar zawartości, niemożność ukończenia prac w terminie i żądanie Eidosu, aby premiera gry zbiegła się z premierą Kolebki życia, skutkowały kiepsko zaprojektowaną grą – Croft została przywrócona do życia bez wyjaśnień, zaś sterowanie okazało się mało precyzyjne.

### Crystal Dynamics
Po słabym przyjęciu The Angel of Darkness Eidos – obawiając się kłopotów finansowych, w jakie może wpaść po kolejnej nieudanej grze – przekazało obowiązki tworzenia kolejnych odsłon serii innemu swojemu studiu, Crystal Dynamics. Zespół znany z Legacy of Kain rozpoczął prace nad nową grą (Tomb Raider: Legenda), przy której konsultantem był Toby Gard. Zespół oszacował na nowo wartość marki, franczyzy i postaci Croft. Wiceprezes ds. marki Chip Blundell stwierdził, że twórcy zdawali sobie sprawę z tego, iż fani odbierają markę i postać Croft inaczej aniżeli Eidos. Mając to na uwadze, przekształcili postać i markę tak, aby podkreślić unikatowe elementy oryginalnej gry. Porzucono plany kontynuowania trylogii, której początek miał stanowić The Angel of Darkness, tworząc nową.
Zmieniając postać, Crystal Dynamics skupiło się bardziej na prawdopodobności, aniżeli realizmie, decyzje podejmując na podstawie pytania „Co może zrobić Lara?”, zapewniając jej działaniom więcej swobody. Zaktualizowano zestaw ruchów Croft, sprawiając, że stały się one bardziej płynne. Poprawiono animacje, dzięki czemu postać lepiej radziła sobie z interakcją z otoczeniem. Wprowadzono ulepszenie, dzięki któremu skóra i ubranie Croft wyglądały na mokre, kiedy wyszła z wody, zaś po przetoczeniu się po ziemi pojawiał się na nich brud. Pamiętając, z jaką krytyką spotkało się sterowanie w The Angel of Darkness, zespół przeprogramował je tak, żeby jak najlepiej sprawdzało się w trzecioosobowej grze akcji. Wprowadzono możliwość walki w zwarciu. Model postaci został zmieniony na bardziej realistyczny, zachowano jednak elementy z poprzednich jej wcieleń, a liczba polygonów wzrosła do ponad 9800. Większą uwagę przyłożono do synchronizacji ust z wypowiadanymi kwestiami oraz animacji twarzy, celem bardziej emocjonalnych reakcji postaci na wydarzenia, w których bierze udział. Tworząc nowy image postaci zmieniono fryzurę Croft, jej ubiór i akcesoria. Top zastąpiony został bluzką z dekoltem w serek, ciało zostało bardziej umięśnione, z kolei warkocz zastąpiono kucykiem. Według plotek głosu postaci początkowo miała udzielać Rachel Weisz, ostatecznie jednak zaangażowano Keeley Hawes. Zmiany postaci zostały zachowane w następnej części, Tomb Raider: Anniversary, stanowiącej remake pierwszej gry. Projektanci zamierzali nadać postaci większej głębi emocjonalnej, skupiając się na jej dążeniu do osiągnięcia zamierzonego celu, zwieńczonego zabiciem jednego z antagonistów. Twórcy wykorzystali tę śmierć do wzbudzenia w Croft poczucia winy i zademonstrowania, że zabicie kogoś powinno być trudnym wyborem.
W Tomb Raider: Underworld kontynuowano fabułę zapoczątkowaną w Legendzie. Crystal Dynamics wykorzystało nowe technologie, żeby ulepszyć postać na potrzeby platform siódmej generacji, skupiając się na realizmie. Wykorzystane w Legendzie mechaniki zbierania się brudu i wody ulepszono, stosując mechanikę czasu rzeczywistego, wpływającą na całe otoczenie gry. W celu wykreowania bardziej realistycznego wyglądu wykorzystano harmoniki sferyczne zapewniające bezpośrednie oświetlenie na znajdujące się w grze obiekty, takie jak Lara. Postać stała się bardziej złożona i szczegółowa dzięki zastosowaniu większej liczby warstw tekstur określających pojawianie się na nich cieni czy refleksów, wykorzystano również technikę riggingu, aby uzyskać lepsze ruchy. Liczba polygonów wzrosła do 32 000. Model twarzy ulepszono zwiększając liczbę polygonów, dzięki riggingowi pojawiły się kości policzkowe, zaś dzięki shaderom na twarzy znalazło się więcej detali – dzięki wszystkim tym zabiegom twarz mogła wyrażać więcej emocji. W celu zwiększenia realizmu do animacji włosów użyto symulacji ubrań czasu rzeczywistego. Aby nadać Croft bardziej realistyczne proporcje powiększono jej ciało, zmniejszając jednocześnie biust.
Twórcy starali się określić postać na nowo poprzez jej zachowania, zastanawiając się, do czego – ich zdaniem – byłaby zdolna. Podczas gdy w poprzednich częściach Croft animowana była ręcznie, w Underworld wykorzystano technikę motion capture, aby jej ruchy i wyrazy twarzy były bardziej płynne i realistyczne. Podczas sesji motion capture w Larę wcieliła się kaskaderka i złota mistrzyni olimpijska Heidi Moneymaker, doradzająca również twórcom w kwestii ruchów. Dzięki zapisom z motion capture i dodatkowych animacji postać poruszała się znacznie płynniej. Różne stworzone animacje nałożono na siebie, aby postać mogła wykonywać kilka ruchów jednocześnie, np. celować do dwóch celów naraz czy strzelać do wroga, w drugiej ręce trzymając podniesiony wcześniej przedmiot. Dodano więcej ataków wręcz oraz możliwości wspinaczkowych. Początkowo na Xboksie 360 i PlayStation 3 gra miała wyglądać tak samo jak na komputerach, jednak ze względu na techniczne ograniczenia konsol użyto innych technik. Po niższych niż się spodziewano wynikach sprzedaży Underworld Eidos rozważał zmianę wyglądu postaci tak, aby bardziej odpowiadała fankom serii.

### Square Enix
W kwietniu 2009 Eidos został przejęty przez japońskiego producenta i wydawcę gier Square Enix, a po restrukturyzacji przemianowany na Square Enix Europe. Crystal Dynamics pozostało jednak twórcami gier z serii Tomb Raider. Niedługo później zadebiutowała Lara Croft and the Guardian of Light – kooperacyjny spin-off serii, przez Karla Stewarta, dyrektora ds. marki, określony jako sposób na „pokazanie [Lary] jako bardziej ludzka postać” poprzez umieszczenie jej w sytuacjach innych od tych znanych z poprzednich odsłon. Gra korzysta z tych samych technologii, których użyto do stworzenia poprzednich gier Tomb Raider. Pomimo zmiany tytułu, w którym nie pojawiają się słowa „Tomb Raider”, Crystal Dynamics wierzyło, że seria wymaga dalszych zmian, aby pozostała świeża i interesująca.
W drugiej połowie 2010 Square Enix ogłosiło, że seria ponownie zostanie zrestartowana za sprawą gry nazywającej się po prostu Tomb Raider, a nowa Lara Croft będzie mroczniejszą reimaginacją postaci. Przyglądając się dotychczasowej historii bohaterki twórcy stwierdzili, że jej największą słabością była „teflonowa powłoka” i konieczne jest stworzenie bardziej ludzkiej jej wersji, o którą gracze będą się troszczyć. Studio zaczęło poszukiwanie nowej aktorki głosowej, przesłuchując dziesiątki mało znanych aktorek. Drugi restart serii koncentruje się na początkach kariery Croft jako poszukiwaczki przygód, w związku z czym zmieniono w nim jej historię. Pracownicy studia w pierwszej kolejności chcieli pracować nad biografią postaci, a dopiero później skupić się na aspektach wizualnych. Crystal Dynamics starało się unikać przesadnego eksponowania niektórych fragmentów ciała postaci, jak miało to miejsce w poprzednich częściach, a zamiast tego skupić się na realistycznych proporcjach. Tworząc nowy wygląd postaci rozpoczęto od stworzenia prostego konceptu, następnie wzbogacając go o szczegóły, które uznano u Lary za ikoniczne: kucyk, usta w kształcie litery M i odstępy pomiędzy oczyma, ustami i nosem. Zmieniono również ubiór Croft, dobierając elementy bardziej funkcjonalne i praktyczne. Elementy garderoby dobierano tak, aby sprawiały wrażenie „odpowiednich” i „młodzieńczych”, ale nie za bardzo „trendy” lub „hipsterskich”. Aby ocenić wprowadzone zmiany Crystal Dynamics przeprowadziło okulografię na osobach porównujących nową i starą wersję.
Podobnie jak w Underworld, w Tomb Raider wykorzystano technikę motion capture, a konkretniej ulepszoną jej wersję – performance capture. Dzięki niej zwiększono realizm oddawanych przez postaci emocji, ponieważ wraz z ruchami ciała od razu przechwytywano mimikę i głosy aktorów odgrywających ze sobą konkretne sceny, tak jak ma to miejsce na planie filmowym. Zmieniono również zdolności bojowe Lary, starając się, aby były „czymś nowym dla serii, konkurencyjnym dla innych [gier tego typu] i odpowiednio dopasowanym do fabuły”. Wśród zmian w walce wprowadzono m.in. system swobodnego namierzania celów. Studio uznało, że wprowadzenie takiego systemu, za sprawą wymuszania „ostrego, brutalnego i desperackiego” stylu walki sprawi, że gracze w większym stopniu skupiać będą się na walce. Karl Steward oświadczył, że taka desperacja powiązana jest z nieobytą jeszcze z przemocą reimaginacją postaci, która zmuszona została do zabicia po raz pierwszy człowieka, co było dla niej traumatycznym, wpływającym na nią przeżyciem.
Dzięki zastosowaniu technologii performance capture, Camilla Luddington, która wciela się w Larę podczas sesji nagraniowych, jednocześnie nagrywa kwestie dialogowe, co eliminuje konieczność dubbingowania postaci na język angielski. Z okazji premiery Tomb Raider w 2013, postać po raz pierwszy dubbingowana była na język polski, gdzie głosu użyczyła jej Karolina Gorczyca. W wersji japońskiej Croft przemawia głosem Yūko Kaidy, w arabskiej Nadine Njeim, w niemieckiej Nory Tschirner, we francuskiej Alice David, we włoskiej Benedetty Ponticelli, w hiszpańskiej Guiomar Alburquerque Durán, a w rosyjskiej – Poliny Szerbakowej. Chociaż Luddington wciela się w Larę podczas nagrań, twarz postaci wzorowana jest na twarzy modelki Megan Farquhar.

## Promocja i marketing

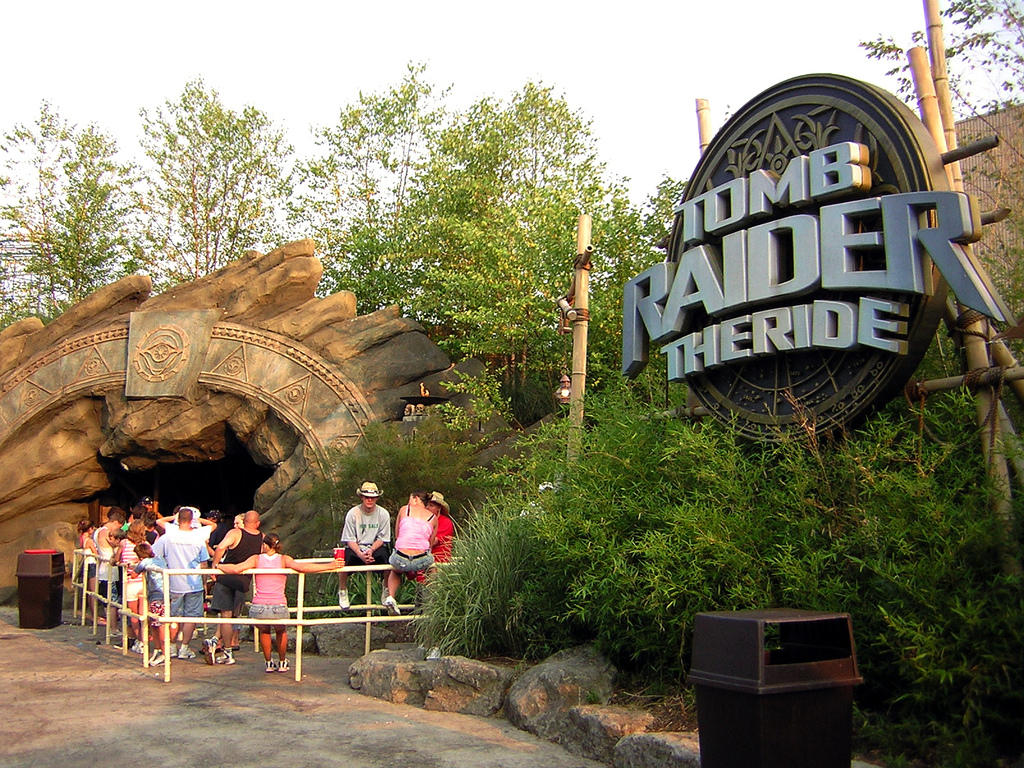
Wejście do atrakcji Tomb Raider: The Ride w parku rozrywki Kings Island w Ohio

Marketingiem Lary Croft zajmował się dawniej niemiecki oddział Eidosu oraz agencja reklamowa KMF. David Burton, dyrektor ds. marketingu w Eidosie, nadzorował kampanie, w których starano się przedstawić postać jako atrakcyjną i przyjemną, jednak interakcje z pracą, zwłaszcza w Europie, skutkowały grafikami promocyjnymi przedstawiającymi Larę w skąpym odzieniu. Eidos, zaniepokojony tym, że postać zaczyna być rozmieniana na drobne, postanowił unikać produktów, które do niej nie pasowały. Ian Livingstone, zajmujący się sprzedażą praw do marki, stwierdził, że przedsiębiorstwo odrzuciło większość propozycji reklamowych, jakie otrzymała. Dodał, że Eidos koncentrował się na tworzeniu gier, a promowanie ich poza branżą uważał za narażanie postaci f. Po przejęciu przez Square Enix, marketingiem zajął się europejski oddział przedsiębiorstwa. Jako część promocji drugiego rebootu, Crystal Dynamics planowało skoncentrować wszystkie produkty, promocje i informacje na nowej wersji postaci.
Croft pojawiła się na wielu okładkach magazynów poświęconych grom, jak również niepowiązanych z branżą komputerową, takich jak chociażby brytyjski magazyn modowy „The Face”, amerykańskie wydania „Time’a” i „Newsweeka”, niemieckiego „Focusa” czy brytyjskiego „Financial Times”. Eidos użyczył licencji na wykorzystanie postaci w reklamach telewizyjnych m.in. kart Visa, napojów Lucozade, stacji telewizyjnej G4 TV oraz seatów. Magazyn „Retro Gamer” stwierdził, że reklamy Lucozade z udziałem Croft były jednymi z najbardziej godnych zapamiętania reklam, jakie wykorzystały elementy gier komputerowych. Reklamy napoju z wizerunkiem Croft pojawiły się również na autobusach i stacjach metra. Zespół U2 podczas trasy koncertowej PopMart w 1997 wykorzystywał fragmenty gier w trakcie koncertów. Croft pojawia się również w teledysku niemieckiego zespołu punkowego Die Ärzte do utworu „Männer sind Schweine” (niem. Faceci to świnie). Na albumie A Tribute to Lara Croft pojawiły się poświęcone postaci piosenki znanych wykonawców, w tym m.in. Depeche Mode, Moby’ego, Faith No More, Jimiego Tenora i Apollo 440. W 2001 Eidos udzielił szkole z internatem Gordonstoun jednorazowego pozwolenia na nieodpłatne wykorzystanie wizerunku Croft w celach reklamowych, jako że Core Design uczyniło z Lary absolwentkę tej uczelni bez porozumienia z jej przedstawicielami. Pod koniec 2006 Croft została rzeczniczką Skin Cancer Awareness Foundation w ramach programu „Sun Smart Teen”. Fundacja stwierdziła, że Croft stanowi wzór zdrowia, a młode dziewczyny mogą się z nią utożsamiać.
Podobizna Croft stała się podstawą dla wyrobów handlowych. Pierwsze figurki, wydane przez Toy Biz, wzorowane były na wizerunku Croft z gier. Playmates Toys wypuściło serię figurek przedstawiających postać w różnych kostiumach i z różnymi akcesoriami z gier, a po premierze filmu wydając serię figurek wzorowanych na Angelinie Jolie. Projektant Marc Klinnert ze Studia OXMOX stworzył model postaci w proporcjach 1:6, następnie tworząc go w proporcjach 1:1. „Arcade: The Videogame Magazine” i „PlayStation Magazine” oferowały figury w realnych proporcjach jako nagrody w konkursach. Pogłoska, jakoby Eidos rozdawał autografy Lary, sprawiła, że studio zmuszone było wyprodukować znaczną liczbę podpisanych przez nią kartek, żeby sprostać popytowi. Dla użytkowników PlayStation 3 udostępnione zostały motywy i tapety powiązane z Underworld, a z okazji premiery gry Lara Croft and the Guardian of Light w usłudze Xbox Live Marketplace pojawiły się nawiązujące do niej awatary dla użytkowników. Eidos wypuścił serię odzieży i akcesoriów, w tym m.in. portfeli, zegarków, szlafroków i zapalniczek Zippo, nazwaną „LARA”, a przedsiębiorstwom trzecim udzieliło licencji na sprzedaż butów do wspinaczki, plecaków, kurtek i termosów. Wizerunek Croft pojawił się również na francuskich znaczkach pocztowych, kartach pamięci do konsol PlayStation oraz kartach kolekcjonerskich. W październiku 1997 w Hamburgu Eidos zorganizował wystawę „Lara Goest Art” promującą grę Tomb Raider II, na której wystawiono wybrane prace nadesłane przez fanów i artystów. Wśród nich znalazły się m.in. rysunki natryskowe, olejne, fotokomiksy, model Klinnerta, jak również cyfrowe materiały dostarczone przez SZM Studios stworzone na potrzeby teledysku Die Ärzte i reklam telewizyjnych magazynu „Brigitte”.

### Modelki
Na przestrzeni lat Eidos zatrudnił kilka modelek, które wcielały się w Croft podczas spotkań publicznych, promocyjnych, targach growych oraz sesji zdjęciowych. Pierwszą oficjalną modelką była Nathalie Cook, która wcielała się w postać w latach 1996–1997, a następnie zastąpiona została przez brytyjską aktorkę Rhonę Mitrę, która pozostała wcieleniem postaci do 1998. W tym czasie strój modelki został zmieniony, żeby pasował do tego, który Croft nosiła w grach. Core Design rzekomo ograniczało liczbę kwestii, jakie Mitra mogła wypowiadać jako postać podczas targów. W 1998 podczas targów Electronic Entertainment Expo jako Croft zadebiutowała Nell McAndrew. Została zwolniona rok później po tym, jak pojawiła się w sesji dla magazynu „Playboy”, którą bez zgody Eidosu promowano marką Tomb Raider. Core Design, w celu ochrony własności intelektualnej, złożyło do sądu pozew przeciwko magazynowi, który otrzymał nakaz umieszczenia na okładkach naklejek zasłaniających odniesienia do serii Tomb Raider. W późniejszym czasie kostium noszony przez McAndrews został przekazany przez Eidos na aukcję charytatywną UNICEF-u.
W latach 1999–2000 modelką Croft była Lara Weller, a po niej Lucy Clarkson (2000–2002), z kolei w latach 2000–2004 Jill de Jong, nosząca już strój bazujący na wyglądzie postaci z The Angel of Darkness. Od 2006 do 2008 w postać wcielała się Karima Adebibe, nosząca strój z Legendy. Adebibe była pierwszą oficjalną modelką, której pozwolono wcielać się w Croft także poza sesjami zdjęciowymi. Przygotowując się do roli, Adebibe ćwiczyła m.in. walkę, jazdę na motocyklu i dykcję. Ostatnią modelką, pełniącą tę rolę w latach 2008–2010, była brytyjska gimnastyczka Alison Carroll, stylizowana na wyglądzie postaci z Underworld. Podobnie jak Adebibe, w celu dopasowania się do roli Carroll otrzymała specjalne przeszkolenie. Szkolona była przez Special Air Service m.in. w posługiwaniu się bronią, sztuce przetrwania i archeologii. Crystal Dynamics zaprzestało wykorzystywania modelek do celów marketingowych podczas prac nad drugim rebootem serii.
W 2008 Lara Croft znalazła się w Księdze rekordów Guinnessa jako postać fikcyjna, która doczekała się największej liczby żywych inkarnacji. Poza oficjalnymi modelkami, w Larę Croft półoficjalnie wcielało się również kilka innych modelek. W 1997 Vanessa Demouy wcieliła się w Croft na potrzeby sesji zdjęciowej zorganizowanej przez francuski magazyn poświęcony grom komputerowym. W 2000 brazylijski dystrybutor gier Eidosu wynajął Ellen Rocche do promocji The Lost Artifact. W 2012 Sofía Vergara zagrała Larę w reklamie kart kredytowych Visa zatytułowanej Monster Chase.

### Postać filmowa
W 1998 wytwórnia Paramount Pictures nabyła prawa do zrealizowania filmowej adaptacji, która ukazała się w 2001. Producent Lloyd Levin stwierdził, że twórcy starali się uchwycić to, co najważniejsze w tym, co składa się na gry, a nie je powielać. Mając świadomość, że Croft jest postacią rozpoznawalną i posiadającą wielu fanów, reżyser Simon West starał się znaleźć aktorkę, która będzie podobna z wyglądu do Lary, ale również będzie posiadała zdolności aktorskie. W castingi zaangażowane było również Core Design. Wśród aktorek, które miały zagrać Croft, wymieniano m.in. Pamelę Anderson, Demi Moore, Jeri Ryan i Carlę Pivonski, ostatecznie rolę otrzymała Angelina Jolie. Aktorka stwierdziła, że nie jest miłośniczką postaci, uznała jednak rolę za „wielką odpowiedzialność” ze względu na świadomość wysokich oczekiwań, jakie wobec ekranizacji mają fani. Żeby upodobnić się do postaci, na potrzeby filmu nosiła splecione włosy i używała wkładek powiększających jej biust do rozmiaru 36D. Jolie stwierdziła, że proporcje Croft z gier są nierealistyczne i chciała uniknąć prezentowania ich na ekranie, żeby nie wprowadzać w kompleksy młodych dziewczyn. Przed rozpoczęciem zdjęć przeszła intensywny trening niezbędny do zrealizowania scen akcji, odnosząc przy tym pomniejsze obrażenia. Trening koncentrował się na umiejętnościach fizycznych niezbędnych do wykonania numerów kaskaderskich. Trudność treningu, jak również odnoszone obrażenia, zniechęciły Jolie do roli, nie zrezygnowała jednak z udziału w filmie. Trudność aktorce sprawiała również praca z bronią, skoki na bungee i manewrowanie warkoczem. Reżyser nie spodziewał się, że Jolie sama będzie wykonywała popisy kaskaderskie, wraz z koordynatorem kaskaderów Simonem Crane’em był jednak pod wrażeniem wysiłków, jakie wkładała w nie aktorka.
Jolie powróciła do roli Croft w filmie Tomb Raider: Kolebka życia z 2003. Wyreżyserowana przez Jana de Bonta kontynuacja koncentrowała się bardziej na rozwoju postaci. Reżyser chwalił zrozumienie przez Jolie postaci, którą odgrywa, oraz siłę samej Croft, twierdząc, że „nienawidzi kobiet w opałach”. Levin dodał, że twórcy filmu chcieli odpowiednio przedstawić postać, wobec czego konsultowali się z twórcami gier. Mimo słabych wyników finansowych Kolebki Życia, wytwórnia Paramount planowała zrealizowanie trzeciej części. Pod koniec 2007 Jolie stwierdziła, że mogłaby ponownie zagrać Croft, chociaż w 2004 zapowiedziała, że nie zamierza wracać do tej roli.
W 2009 zapowiedziano produkcję trzeciego filmu, jednak już z inną aktorką w roli głównej. Producent, Dan Lin, zamierzał stworzyć reboot, koncentrujący się na młodej Croft i stanowiący film z rodzaju „geneza”. W 2011 Olivia Wilde zaprzeczyła pogłoskom, jakoby miała wcielić się w postać, wyraziła jednak zainteresowanie zagraniem jej. Film pierwotnie zadebiutować miał w 2013. Jego producentem jest Graham King, a wytwórnią Metro-Goldwyn-Mayer, we współpracy ze studiem GK Films należącym do Kinga. 28 kwietnia 2016 ogłoszono, że w postać Lary Croft wcieli się Alicia Vikander. Zdjęcia do filmu rozpoczęły się 23 stycznia 2017, a zakończyły 9 czerwca. Światowa premiera filmu, zatytułowanego Tomb Raider, którego reżyserem został Roar Uthaug, miała miejsce 2 marca 2018 w Berlinie.

## Wpływ na kulturę

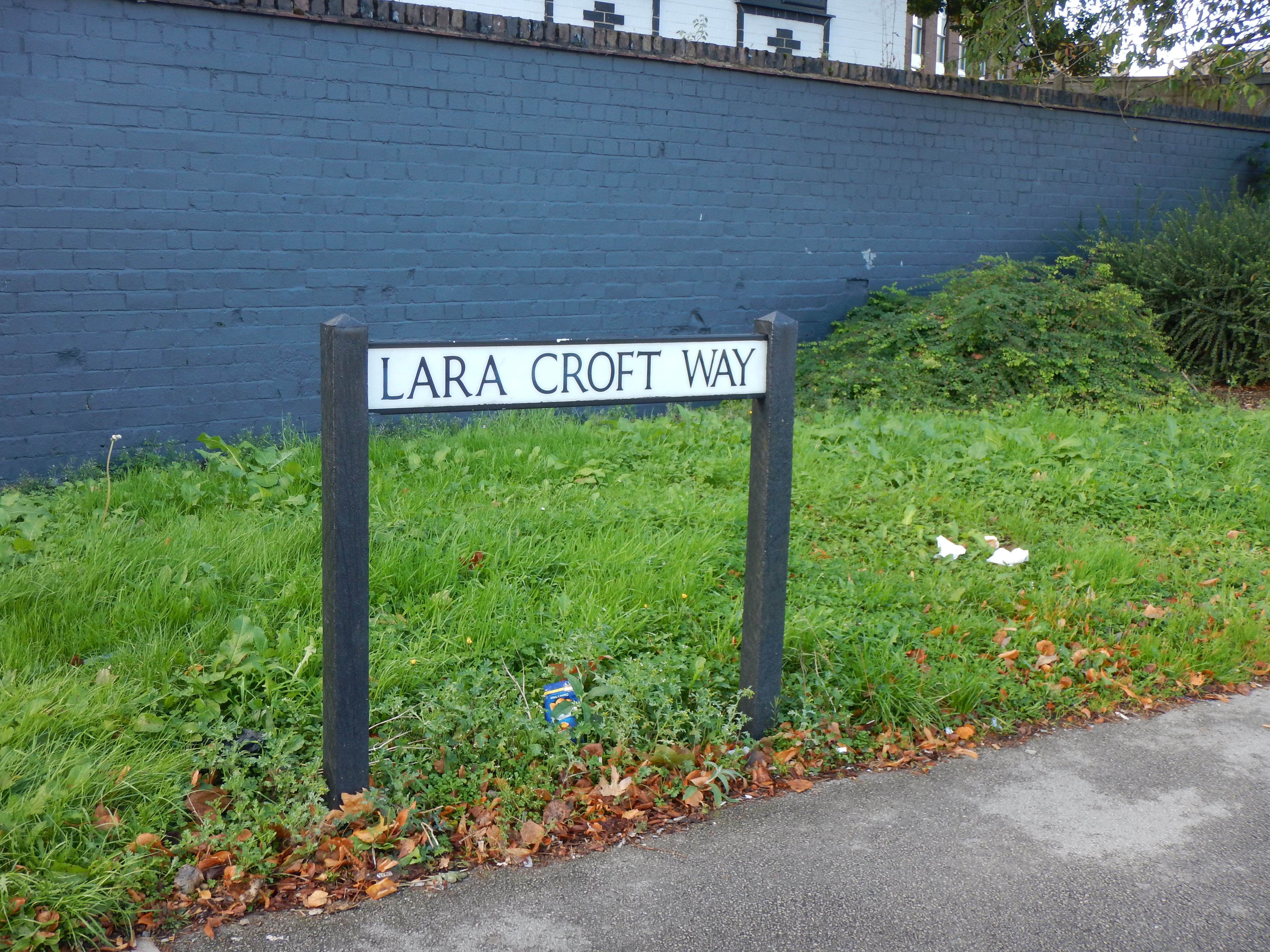
Obwodnica im. Lary Croft w Derby

Debiut Croft w 1996 często stawiany jest za przyczynek do wprowadzenia do przemysłu gier wideo większej liczby pierwszoplanowych postaci kobiecych. Kaiser Hwang z „PlayStation Magazine” stwierdził, że Croft „wprowadziła girl power” do gier wideo. Według IGN Croft pomogła zredefiniować płciowość w grach, wprowadzając inne wyobrażenia na temat tego, co mogą, a czego nie mogą kobiety. W kilku publikacjach Croft została wykorzystana jako przykład, z którym porównywano późniejsze protagonistki gier komputerowych. Wydawcy związani z grami, tacy jak „PlayStation Magazine”, IGN, „Edge”, czy „PlayStation: The Official Magazine”, określili Croft mianem ikony zarówno gier, jak i kultury. Według Jeremy’ego Smitha, zarówno Croft, jak i Tomb Raider, spopularyzowały gry wśród szerszej publiczności. „Computer and Video Games” stwierdziło, że pojawienie się Croft na okładce „The Face” sygnalizowało, że gry przestały być postrzegane jako produkcje dla geeków, a stały się częścią mainstreamu. Postać została uhonorowana w Derby, mieście stanowiącym poprzednią siedzibę Core Design. W 2007 w miejscu, w którym mieściło się biuro Core, przymocowano niebieską tablicę informującą, że w tym miejscu powstała Lara Croft. W 2009 rada miasta Derby przeprowadziła debatę na temat nazwania nowej obwodnicy, w której 27 tysięcy osób, czyli 89% głosujących, opowiedziało się za „Lara Croft Way”. Obwodnica została oddana do użytku w czerwcu 2010.
Yahoo! Movies i IGN uznały, że rola Angeliny Jolie w pierwszym Tomb Raiderze znacząco wpłynęła na rozwój jej kariery. Jolie stwierdziła, że dzieci często proszą ją o autograf Lary Croft. Kambodżańcycy zamieszkujący okolice świątyni Ta Prohm, w której kręcono pierwszy film, nazywają ją „Świątynią Angeliny Jolie”, a miejscowy restauratorzy podają ulubiony alkohol Jolie pod nazwą „koktajli Tomb Raider”. Jesse Schedeen z IGN stwierdził, że Croft jest jedną z niewielu bohaterek gier, która doczekała się przyzwoitej adaptacji filmowej. Do 2010 Tomb Raider był najbardziej dochodowym filmem na podstawie gier, szczycił się również najlepszym otwarciem filmu, którego głównym bohaterem jest kobieta. W 2010 film został ostatecznie pobity przez Księcia Persji: Piaski Czasu. Obecnie film znajduje się na piątym miejscu listy najbardziej dochodowych ekranizacji gier, poza Księciem Persji ustępując również Warcraft: Początek, Angry Birds i Resident Evil: Afterlife. Filmowa adaptacja z 2018, mimo mieszanego przyjęcia, jest najwyżej ocenianym filmem na podstawie gier komputerowych w historii serwisu Metacritic.
Lara Croft, podobnie jak wiele innych postaci z gier komputerowych i popkultury, pojawia się jako easter egg w filmie Stevena Spielberga Player One z 2018.

### Odbiór

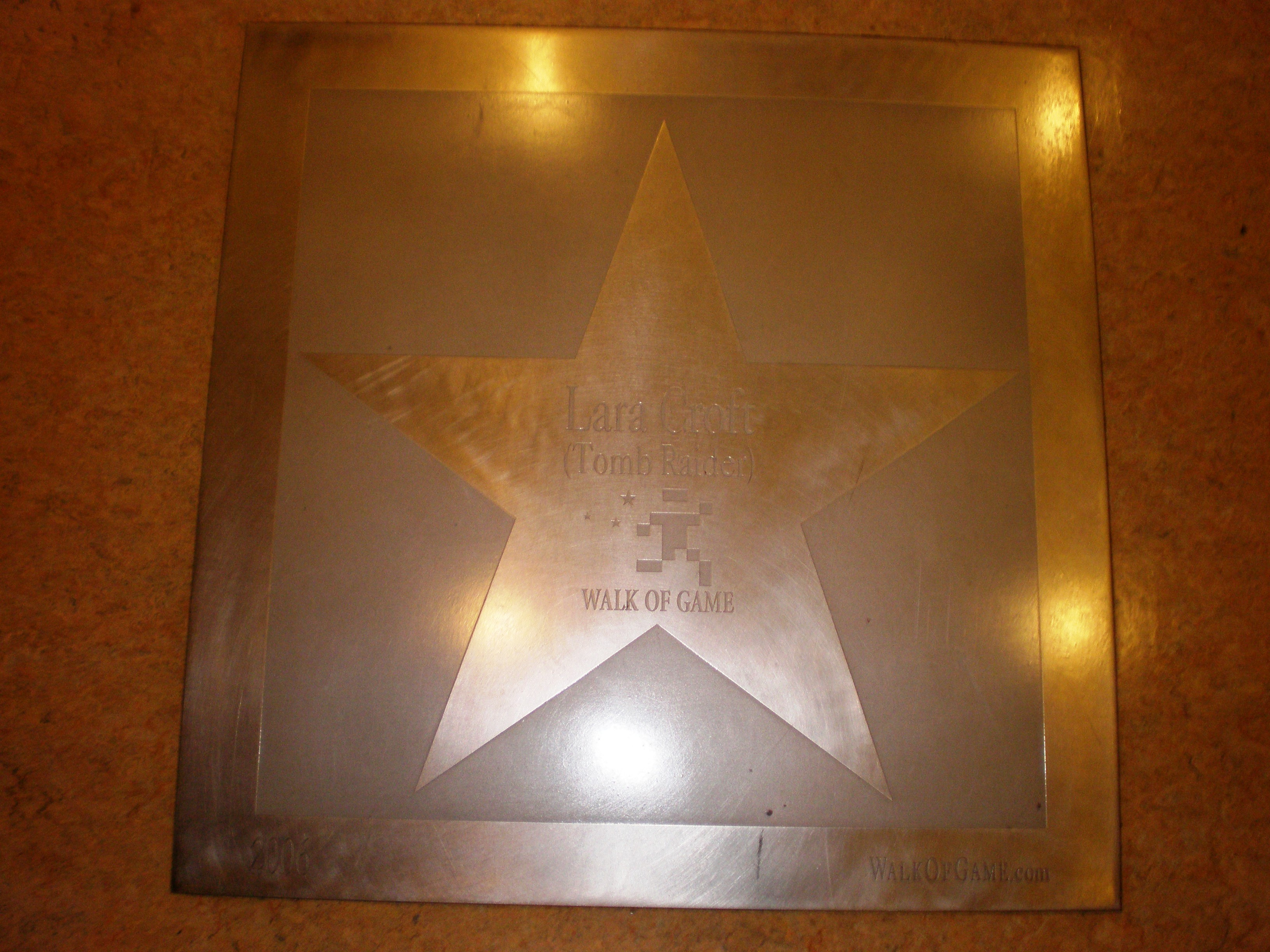
Gwiazda Lary Croft w Walk of Game

Wprowadzenie Lary Croft często uważane jest za przełom w grach wideo, a Rob Smith z „PlayStation: The Official Magazine” opisuje ją jako ikonę gier ówczesnej generacji. Według IGN, pojawienie się Tomb Raider na PlayStation przyczyniło się do zwiększenia sprzedaży japońskiej konsoli, z kolei według „PlayStation Magazine” pierwsza gra zawdzięcza swój sukces właśnie postaci. „Official U.S. PlayStation Magazine” twierdzi z kolei, że to sukces Tomb Raider na PlayStation przyczynił się do popularności postaci, czyniąc ją swego rodzaju maskotką konsoli. Według „PlayStation Magazine” pojawienie się Croft na okładce „Financial Times” w 1997 rozpoczęło jej rozpoznawalność w mediach głównego nurtu. Z biegiem lat popularność Croft malała ze względu na słabo przyjmowane kontynuacje, a The Angel of Darkness powszechnie uważany jest za najgorszy moment w historii postaci. Colin Moriarty z IGN stwierdza, że Croft zaczynała jako inteligentna i silna kobieta, z czasem jednak jej gwiazda zaczęła słabnąć, aż stała się „wirtualną lalką do naparzania”.
Reimaginacja postaci autorstwa Crystal Dynamics na potrzeby Legendy spotkała się z szerokim, chociaż nie powszechnym pozytywnym odbiorem – wiele publikacji opisywało jej nowy image jako udany reboot. „Game Informer” umieścił Croft na liście sześciu najlepszych bohaterów gier 2006, stwierdzając, że postać „z powodzeniem wróciła do łask”. Według redaktorów magazynu zmiana postaci, jaką wprowadzono w Legendzie, była przyczyną jej sukcesu. Chris Slate z „PlayStation Magazine” chwalił zmianę postaci w grze, stwierdzając, że „Lara nareszcie powróciła”. Pochwalił decyzję Eidosu o zmianie dewelopera i wkład Crystal Dynamics, zwłaszcza nowe ruchy postaci i uaktualniony wygląd. Inni, jak Schedeen i Patrick Shaw z „GamePro”, stwierdzili, że takie zabiegi na poprawiły postaci. Pewne zmiany, jak chociażby zastąpienie kucyka warkoczem, nie spotkały się z uznaniem fanów.
Według doktora Marka Griffithsa z Nottingham Trent University Lara Croft jest psychologiczną tabula rasa. Richard Rouse z Midway Games uważa, że postać ma luźno opisaną osobowość, co pozwala graczom przekazać jej coś z siebie. Jeremy Smith stwierdza, że minimalistyczna osobowość pozwala graczom nawiązać więź z postacią. Burton dodał, że Croft jest różnie postrzegana w zależności od kraju. Przykładowo Francuzi koncentrują się na jej seksapilu, podczas gdy Niemcy i Brytyjczycy przykładają większą uwagę do – odpowiednio – jej agresywności i zdystansowania.
Niedługo po premierze pierwszej gry w Internecie zaczęły pojawiać się twory fanowskie, w tym grafiki, cospleye i fan fiction. Pod koniec 1998 istniało już ponad sto tego typu stron, z kolei w 2000 HotBot odnotowywał ich około 4700. Fani zbierali przedmioty powiązane z marką, wysyłani twórczość fanowską do magazynów poświęconych grom, brali udział w cosplayach, a nawet tworzyli tatuaże przedstawiające postać. Jeden z fanów, w markowym stroju Croft, przejechał na rowerze ponad 800 kilometrów z Amsterdamu do Derby, żeby spotkać się z twórcami.
Croft znajduje się w Księdze rekordów Guinnessa jako „najbardziej rozpoznawalna bohaterka gier komputerowych”, otrzymała również gwiazdę w Walk of Game w San Francisco. Według magazynu „Game Informer”, postać jest rozpoznawana i lubiana na całym świecie, szczególnie w Anglii. „Official U.S. PlayStation Magazine” przedstawił Croft jako „jedną z największych bohaterek gier komputerowych i filmów naszych czasów”. Leo Hartas, autor książki The Art of Game Characters nazywa ją najsłynniejszą bohaterką gier komputerowych, chwaląc jej niezależność. Karen Jones z „Official U.S. PlayStation Magazine” opisała ją jako „jedną z największych gwiazd PlayStation”. W 1998 „PlayStation Magazine” uznał, że jest jedną z najlepiej rozpoznawalnych postaci na konsoli Sony, powtarzając to samo sześć lat później. Chris Taylor z tygodnika „Time” nazwał Croft „podstawą jednej z najbardziej prominentnych serii gier komputerowych w historii”. W czerwcu 2010 magazyn „Entertainment Weekly” umieścił Croft na 17. miejscu listy „100 najwspanialszych postaci ostatnich 20 lat”. W 2011 magazyn filmowy „Empire” przyznał jej 5. miejsce w rankingu 50 najlepszych bohaterów gier komputerowych. Magazyn „Forbes” regularnie zamieszcza Croft na swojej liście najbardziej dochodowych postaci fikcyjnych, która według magazynu warta jest ok. 1,2 mld dolarów.

### Symbol seksu
Mimo początkowych zamierzeń Garda, żeby Croft była seksowna „tylko ze względu na swoją siłę”, postać stała się symbolem seksu branży gier komputerowych. Kristina Dell z tygodnika „Time” nazwała ją pierwszą seksbombą gier. Według Schedeena, Croft jest jedną z pierwszych postaci z gier, które zostały zaakceptowane jako symbol seksu w mediach głównego nurtu. Robert Ashley z „Official U.S. PlayStation Magazine” opisał ją jako pierwszą postać z gier, którą otwarcie uznawano za seksowną. Magazyny takie jak „Play” czy „PlayStation Magazine” umieściły karykaturalnie wielki biust na liście najsłynniejszych atrybutów Croft. Po wywiadach z graczami przeprowadzonymi w 1998 Griffiths stwierdził, że rozmiar biustu bohaterki jest jednym z najczęściej pojawiających się tematów rozmów na jej temat. W 2008 portal UGO Networks dwukrotnie umieścił Croft na liście najseksowniejszych postaci z gier komputerowych. W tym samym roku znalazła się ona na pierwszym miejscu podobnej listy stworzonej portal GameDaily, a „PlayStation: The Official Magazine” przyznał jej honorowy tytuł Growej Laski Roku. Postać pojawiła się w kilku numerach specjalnych magazynu „Play”, znanych jako „Girls of Gaming”, oraz w numerze specjalnym „PlayStation Magazine” zatytułowanym „Swimsuit”. Przedstawiały one postać częściowo nagą, w bikini czy seksownej sukience koktajlowej, co spotkało się z krytyką ze strony Erica Lindstroma, dyrektora kreatywnego Underworld, który stwierdził, że takie pozy nie pasują do postaci. Dodał również, że stoją one w sprzeczności z siłą, z której znana jest Croft, wyrażając przekonanie, że fani lepiej reagują na obrazy przedstawiające bohaterkę w konwencjonalnym stroju, aniżeli roznegliżowaną. Z jego stwierdzeniem zgodzili się redaktorzy „PlayStation Magazine”, twierdząc, że sensowniejsze wykorzystanie seksapilu postaci zadowoli więcej fanów.
Po premierze pierwszej części w Internecie pojawiła się pogłoska o kodzie umożliwiającym pozbawienie postaci ubrań. Chociaż Core Design oficjalnie zdementowało tę plotkę, przetrwała ona za sprawą retuszowanych zrzutów ekranu przedstawiających nagą bohaterkę aż do czasu premiery Legendy. W ramach primaaprilisowego żartu „PlayStation Magazine” zamieścił parodię Croft i rzeczonego kodu, nazywając go „Nude Raider”. Fani stworzyli łatki pozbawiające Larę ubrań, możliwe do zainstalowania w wersjach gier przeznaczonych na komputery osobiste.
Reakcje na postać były różne, w zależności od grupy. Czasopismo naukowe „Leonardo” w artykule na temat Croft stwierdziło, że niektóre feministki negatywnie odbierają wygląd postaci, z kolei mężczyźni poprzez postać utożsamiali się ze swoją żeńską stroną, poprzez co wzmacniali nierealistyczne ideały kobiecego ciała. Znana australijska feministka Germaine Greer skrytykowała Croft jako uosobienie męskich fantazji. Redakcja „PlayStation Magazine” stwierdziła, że postać postrzegać można albo jako wzór do naśladowania dla dziewczynek i młodych kobiet, albo jako spełnienie młodzieńczych męskich fantazji, w późniejszym czasie dodając jednak, że twórcy nie zrobili nic, żeby za pomocą Croft przyciągnąć do gier kobiety, przez co zaprojektowana została ona wyłącznie z myślą o męskich odbiorcach. Redaktorzy czasopisma skrytykowali również Core Design za hipokryzyjne próby zaprzeczenia podczas publicznych wystąpień temu, jakoby przeseksualizowali postać, przy jednoczesnym reklamowaniu serii przede wszystkim seksapilem Croft. Artystka Heather Gibson nazwała praktyki marketingowe Eidosu „seksizmem”.
Autor Mark Cohen uznał erotyzm Croft jako element przyciągający do tej postaci mężczyzn, którzy jednocześnie dzięki temu nabierają wobec niej męskich instynktów opiekuńczych. Niemiecki psycholog Oscar Holzberg określił takie zachowania jako skutek tego, że mężczyźni mają możliwość zachowywania się w wirtualnym świecie jak bohaterowie, jak również strachu przed silną i wyzwoloną kobietą. Jonathan Smith z „Arcade: The Videogame Magazine” wysnuł podobny wniosek, twierdząc, że kierując Larą, mężczyźni czują się jak „chroniący [ją] rycerze”. Holzberg stwierdził również, że mężczyźni przywiązują dużo mniejszą uwagę do psychologicznej strony postaci z gier. Cohen zauważył, że chociaż postać stworzona została z myślą o mężczyznach, to zdobyła sobie ona liczne grono fanek. Według szacunków Eidosu z 2000, około 20–25% nabywców Tomb Raiderów stanowiły kobiety. Według Jeremy’ego Smitha, seria przyczyniła się do zainteresowania się grami komputerowymi wśród kobiet, zwłaszcza w Japonii. Jego zdaniem Croft nie różni się znacząco od kobiet, które potencjalnie sięgną po grę, nie jest bowiem tylko seksowną postacią, a wyzwoloną bohaterką. Jak uważa Adrian Smith, postać cieszyła się dużą popularnością również wśród młodszych graczy, którzy nie postrzegali jej przez pryzmat jej seksualności. Cohen uzasadniał to tym, że Croft różni się od innych atrakcyjnych bohaterek, których główną cechą jest seksapil. Jego zdaniem nie miały one siły przebicia, nie mogąc zaoferować nic poza ciałem, podczas gdy Tomb Raider poza Croft oferuje również wciągającą akcję, imponującą oprawę graficzną i przemyślane zagadki. Z takim stwierdzeniem zgodzili się Griffiths i Amy Henning ze studia Naughty Dog. Redaktor GamesRadar Justin Toweel stwierdził jednak, że nie wyobraża sobie Tomb Raiderów bez przeseksualizowanej głównej bohaterki.
Griffith przedstawia Larę Croft jako niewłaściwy kobiecy wzór. Stwierdza, że chociaż postać ta stanowi krok w dobrym kierunku, zbyt wiele kobiet postrzega ją jako „grubymi nićmi szytą męską fantazję”. Kobiety pracujące w branży gier komputerowych mają podzielone zdania odnoście Croft. Ismini Roby z serwisu WomenGamers.com stwierdziła, że przeseksualizowana postać, która zadebiutowała w 1996, nie była wynikiem seksizmu. Powodem był brak w tamtym czasie liczących się postaci kobiecych, wobec czego Croft stanowiła powiew świeżości. Roby zauważa jednak, że chociaż z czasem proporcje postaci stały się bardziej realistyczne, to sama Lara stała się bardziej „rozmemłana”, żeby być atrakcyjniejszą dla męskich odbiorców. Tracy Whitelaw z portalu LesbianGamers.com uznała Croft za postać dychotomiczną – chociaż postrzegana jest jako „przeidealizowana” i posiadająca „ciało, jakiego nie można mieć”, to mimo wszystko nie można przecenić znaczenia, jakie miała dla rozwoju kobiecych postaci w grach komputerowych.